# A Daring Daylight Burglary
A Daring Daylight Burglary, známý také pod názvem A Daring Daylight Robbery, je britský němý film z roku 1903. Režisérem je Frank Mottershaw (1850–1932). Film trvá necelých 5 minut.
Techniky použité ve filmu Velká železniční loupež byli inspirovány těmi, co byli použity v tomto snímku.

## Děj
Zloděj se vloupá do venkovského domu poté, co překoná zahradní zeď. Toho si všimne chlapec, který to poběží říct policistům, kteří na místo okamžitě pošlou dva strážníky. Zloděj jednoho z nich při rvačce shodí ze střechy, čímž získá prostor pro útěk. Zatímco raněného strážníka musí převézt sanitka, hledaný muž jeho kolegům stále uniká. Lupič si nastoupí do rozjetého vlaku, ale nakonec je chycen dopředu připravenými policisty na další stanici.